# Дубоссарська ГЕС
Дубоссарська ГЕС (рум. Hidroelectrocentrala de la Dubăsari) — гідроелектростанція на Дністрі у місті Дубоссари (Молдова, Придністров'я). Остання, четверта, ГЕС каскаду гідроелектростанцій на Дністрі. Побудована у 1950—1954 роках, внаслідок чого утворилося Дубоссарське водосховище.

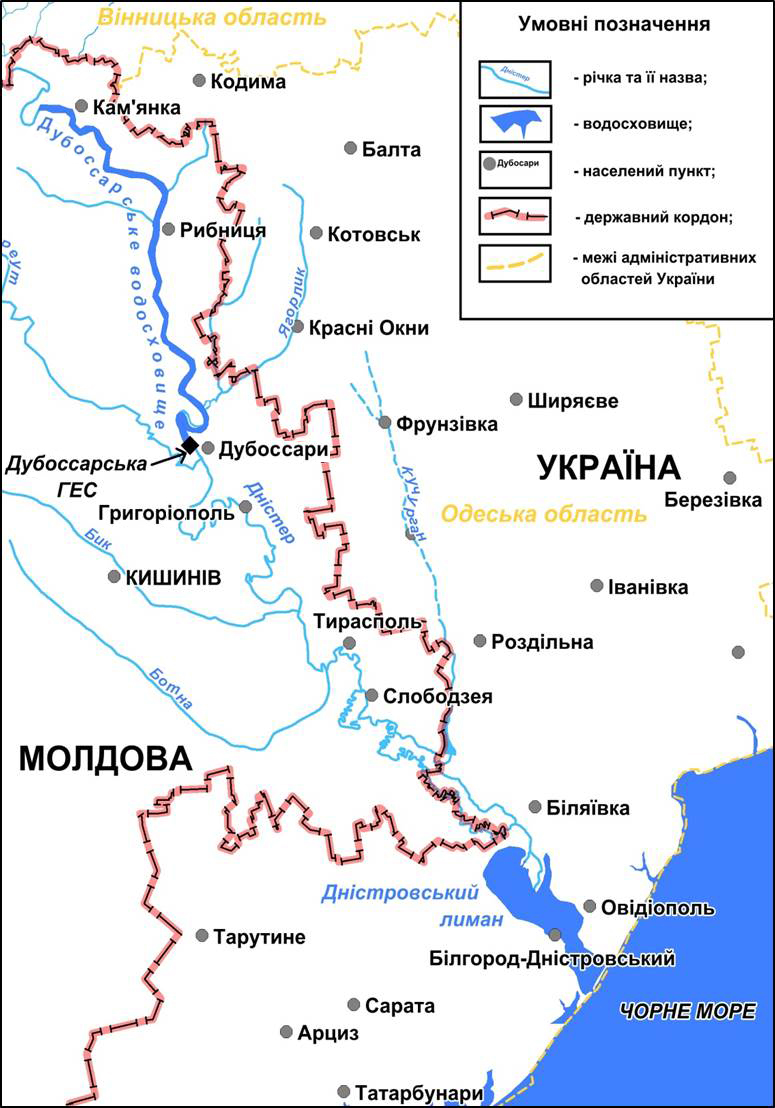
Дубоссарська ГЕС та Дубоссарське водосховище на р. Дністер.

 Середньорічне виробництво електроенергії становить 261 млн кіловат-годин. Гідроелектростанція експлуатується придністровською сепаратистською владою.

## Адреса
ГУП «Дубоссарська ГЕС» 4500, м. Дубоссари, вул. Набережна 34.
Директор: Герман Борис Ілліч.
В. о. головного інженера: Писаренко Федір Володимирович.